# Nuala O’Faolain
Nuala O’Faolain (* 1. März 1940 in Dublin; † 9. Mai 2008 ebenda) war eine irische Journalistin und Schriftstellerin.

## Leben
Nuala O’Faolain wurde als Tochter eines irischen Journalisten in Dublin geboren. Sie studierte in Dublin, Hull und Oxford und arbeitete zunächst als Universitätsdozentin und als Fernsehproduzentin, bevor sie eine renommierte Kolumnistin der Irish Times wurde.
Später lebte O’Faolain alternierend in Irland und in Brooklyn, New York. In der ersten ihrer beiden Autobiografien, Are You Somebody? The Accidental Memoir of a Dublin Woman, hatte sie 1996 ihr Coming-out und berichtete von ihrer langjährigen Beziehung mit der Journalistin Nell McCafferty. Als O’Faolain an Krebs erkrankte, lehnte sie eine Chemotherapie zunächst ab und entschloss sich zu reisen. Sie starb im Mai 2008 in Dublin.
In Deutschland wurde O’Faolain bekannt, als ihr Buch Ein alter Traum von Liebe in der Sendung Lesen! von Elke Heidenreich vorgestellt wurde.
Als Fernsehproduzentin gewann sie 1986 einen Jacob’s Award für Plain Tales.

## Schriften
- Nur nicht unsichtbar werden: ein irisches Leben, OT: Are You Somebody (1996), Übers. Renée Zucker, Rowohlt Verlag 2000, ISBN 3-871-34377-3
- Ein alter Traum von Liebe, OT: My Dream of You (2001), Übers. Marion Sattler Charnitzky & Jürgen Charnitzky, Claassen-Verlag 2003, ISBN 3-546-00305-5 (Platz 1 der Spiegel-Bestsellerliste vom 26. Mai bis zum 1. Juni 2003)
- Sein wie das Leben, OT: Almost There (2003), Übers. Karen Nölle-Fischer, Claassen Verlag 2004, ISBN 3-546-00351-9
- Chicago May. Die Königin der Gangster, OT: Story of Chicago May (2005), Übers. Karin Nölle-Fischer, Ullstein Verlag 2005, ISBN 3-546-00370-5
- Dunkle Tage helles Leben, OT: Best Love Rosie (2009), Übers. Adelheid Zöfel, Diana  Verlag 2011, ISBN 978-3-453-35572-9
- A More Complex Truth: Selected Writings (2010)
- A Radiant Life: the Selected Journalism (2011)